# أركوت راماسامي مودليار

## أركوت راماسامي مودليار
كان ديوان بهادور " السير اركوت راماسامي مودليار " قائد فرسان وسام نجمة الهند    بتاريخ (14 أكتوبر 1887 - 17 يوليو 1976), محامياً ودبلوماسياً ورجل دولة هندياً، شغل منصب قائد بارز في حزب العدالة وفي العديد من المناصب الإدارية والبيروقراطية في الهند ما قبل الاستقلال والهند المستقلة، وينتمي إلى مجتمع اركوت مودليار.

## حياته
ولد «أركوت راماسامي مودليار» بتاريخ (14 أكتوبر 1887) في عائلة «ثولوفا فيلالار مودليار» الناطقة باللغة التاميلية، كان الابن الأكبر لزوجبن من التوأم، والاخر كان "اركوت لاكشمانازوامي مودليار ", في قرية "كورنول " وتلقى أيضا تعليمه فيها ثم تخرج اركوت من كلية المدراس المسيحية، ودرس القانون في كلية المدراس القانونية. درس في المدرسة الثانوية البلدية في كرنول، وتخرج في الفنون من كلية مدراس المسيحية، عند التخرج درس مودليار القانون وتم تشريحه إلى مجلس مدراس التشريعي، العم للقائد المخضرم في الحرب العالمية الثانية. عند الانتهاء من دراسته، مارس المحاماة قبل الانضمام إلى حزب العدالة والانخراط في السياسة، تم ترشيح مودليار لعضوية مجلس مدراس التشريعي في عام 1920 , وعمل في الفترة من عام (1920 إلى عام  1926), و  كعضو في مدراس الجمعية التشريعية من عام (1931 إلى عام 1934), وخسر امام «ساتيامورتي» في انتخابات 1934.
والتحق كعضو في المجلس التشريعي الامبراطوري من عام (1939 إلى عام 1941), وكجزء من مجلس الوزراء العسكري في وزارة دفاع «ونستون تشرشل» من عام (1942 إلى عام 1945), وكممثل هندي في مجلس حرب المحيط الهادي، وكان مندوب الهند في «مؤتمر سان فرانسيسكو», وعمل كأول رئيس للمجلس الاقتصادي والاجتماعي للأمم المتحدة، كما خدم كآخر ديوان في مملكة ميسور وشغل المقعد من (عام 1946 إلى عام 1949).

## حزب العدالة
```
كان راماسامي مودليار جزءا من حزب العدالة منذ إنشاؤه في عام 1917 وشغل منصب الامين العام لحزب العدالة.
[
6
]
```

```
اراد اركوت مودليار في يوليو 1918 الذهاب إلى إنجلترا مع الدكتور «
تارافاث مادهافان
 نيير» و  «
كورما فينكاتا ريدي نايدو»
 كجزء من وفد حزب العدالة ليجادل لصالح التمثيل المجتمعي وتقديم الأدلة أمام لجنة الإصلاحات.
[
6
]
 تم أخذ الأدلة قبل وفاة «الدكتور ناير» في 17 يوليو 1919.
```

```
ارتفعت  مكانة راماسامي مودليار تدريجياً وبدأ ينظر إليه على أنه «دماغ حزب العدالة».
[
7
]
 ساعد في التنسيق بين 
غير البراهمة
 في أجزاء مختلفة من الهند وتنظيم مؤتمرات غير البراهمة. كان موداليار خطيبًا بارزًا ومعروفًا بخطاباته الملهمة، ساعد في التنسيق بين غير البراهمة في اجزاء مختلفة من الهند، وتنظيم مؤتمرات الغير البراهمة.
```

```
كان مودليار خطيبا بارزا ومعروفا بخطاباته الملهمة. في انتخابات المجلس التشريعي لمدراس التي أجريت في (8 نوفمبر 1926)، خسر حزب العدالة في الانتخابات، وفاز بـ 21 مقعدًا فقط من بين 98 مقعدًا في المجلس.
[
8
]
 كان مودليار واحدا من العديد من الذين واجهوا الفشل في الانتخابات.
```

```
تقاعد مودليار مؤقتا من السياسة، واستبدل «رامان بيلاي» كمحرر للعدالة كناطق بلسان حزب العدالة.
```

```
في عهد مودليار، كان هناك نمو هائل في التداول، وأصبح العدل شائعًا على نطاق واسع. في (1 مارس 1929)، مثل مودليار أمام لجنة سيمون مع السير«بانير سلفام» وهو زعيم مهم آخر في حزب العدالة؛ لتقديم أدلة نيابة عن حزب العدالة.
```

```
شغل مودليار منصب عمدة مدراس من عام (1928 إلى عام 1930).
```

```
في عام 1935، استقال مودليار من منصب رئيس تحرير العدل بعد تعيينه في مجلس التعرفة. وحصل مودليار على لقب فارس في قائمة الشرف للتتويج لعام 1937، وفي ذلك الوقت كان مودليار عضوًا في «مجلس وزير الدولة لشؤون الهند».
[
9
]
 حصل مودليار على الجائزة في قصر باكنغهام في (25 فبراير 1937).
```

## حركة عموم الهند لغير البراهمة
حافظ مودليار على علاقات ودية مع «شاهو ماهاراج»  والقادة غير البراهمين من ولاية «ماهاراشترا» وأجزاء من شمال الهند، وساعد مودليار في التنسيق وتوحيد القادة من أجزاء مختلفة من الهند وفي تنظيم مؤتمرات غير البراهمة. كان مودليار مشاركا في مؤتمر «ساتارا» لغير البراهمين الذي عقد في (18 ديسمبر 1922) ترأس هذا المؤتمر «راجارام الثاني», شارك أيضًا في مؤتمر عموم الهند لغير البراهمين الذي عقد في في (26 ديسمبر 1924) حيث تم تقدير خطبة مودليار في المؤتمر السابع لغير البراهمة الذي عقد في (8 فبراير 1925)، دعا إلى الوحدة بين غير البراهمة. بعد وفاة السير«ثياغارويا  شيتي» في عام 1925، عمل مودليار كحلقة وصل بين «ساتيا شوداك ساماج» من «شاهو مهراج» وحزب العدالة.
 مودليار ساعد «رجا باناجال» في تنظيم اتحاد لعموم الهند  لغير البراهمين  الكونفدرالية في«فيكتوريا هول»، مدراس في (19 ديسمبر 1925).دعم مودليار ترشيح «جادهاف» الذي تم تعيينه في النهاية رئيسًا. في (26 ديسمبر 1925)، نظم مؤتمرًا ثانيًا في «أمارافاتي», تضمن المؤتمر دورتين. ترأس مهراجا كولهابور الأول، بينما ترأس راجا باناجال الثاني.
في الدورة الثانية للمؤتمر، قال مودليار:
«لقد فات الأوان بالنسبة لي للدفاع عما كانت عليه حركة غير البراهمة، عندما انتشرت أنشطتها من بومباي إلى مدراس، من جبال فيندهايا إلى كاب كومورين، فإن نطاقها وسرعة البرق التي سادت بها مبادئها سيكون أفضل مبرر للحركة».
أصبحت تصريحات مودليار في هذا المؤتمر هدفًا لمقالة «للهندوس»، الذي انتقده بقوله: «أن المتحدث كان يرغب في إحداث تأثير في مقاطعة أخرى، وأجبره على الرسم بحرية إلى حد ما في مخيلته».
قبل اندلاع الحرب العالمية الثانية بقليل في عام 1939، تم تعيين راماسوامي مودليار عضوًا في المجلس التنفيذي لنائب الملك. في يونيو 1942، حصل على لقب فارس مرة أخرى باعتباره «قائد فرسان وسام نجمة الهند». في يوليو 1942، تم تعيين راماسامي مودليار في مجلس الوزراء الحربي لرئيس الوزراء «ونستون تشرشل»، أحد الهنود المرشحين لهذا المنصب، مع حقوق وامتيازات متساوية كممثلين عن سيادة بريطانيا.